# 30 vụ án của Thiếu tá Zeman
Thiếu tá Zeman và 30 vụ án, hay 30 vụ án của Thiếu tá Zeman (tiếng Séc: Třicet případů majora Zemana, tiếng Slovak: Tridsať prípadov majora Zemana) là một phim trinh thám - hình sự của đạo diễn Jiří Sequens, khai thác bối cảnh Tiệp Khắc trong khoảng 30 năm sau Chiến tranh thế giới thứ hai (1945 - 1973). Nhân vật chính là Thiếu tá Jan Zeman (Vladimír Brabec), từ một cuộc điều tra nguyên nhân cái chết của cha mình, Zeman đã dấn thân vào đời sống của những nhân viên an ninh dưới chế độ mới - Xã hội Chủ nghĩa - dần dần leo lên vị trí Trưởng Công an thành phố Praha.
Được thực hiện từ 1974 đến 1979, bộ phim được xem là sự chào mừng dịp kỷ niệm 30 năm ngày thành lập Ủy ban An ninh Quốc gia Tiệp Khắc (SNB) - 1945-1975.

## Nội dung

### Nội dung phần đầu
Phần đầu xảy ra năm 1945. Chàng thanh niên Jan Zeman đang trở về nhà từ trại tập trung của Quốc xã. Trong chuyến tàu anh gặp Václav Kalina, người có kế hoạch tham gia lực lượng cảnh sát. Jan trở về làng quê và chỉ gặp mẹ. Anh phát hiện ra cha mình bị giết. Cảnh sát không thể tìm ra hung thủ và đóng hồ sơ vụ án. Jan bắt đầu tự mình điều tra. Anh tìm ra manh mối và gọi người bạn Václav Kalina tại đồn cảnh sát Brno; cuối cùng hung thủ đã bị bắt. Kalina giới thiệu Jan vào ngành cảnh sát và họ cùng làm việc với nhau.

### Danh sách các tập phim
1. (1945) Smrt u jezera – poválečný příběh, v němž Zeman vyšetřuje vraždu svého otce a nastoupí k SNB.
2. (1946) Vyznavači ohně – o nacistech z pohraničí, kteří chtějí uniknout trestu.
3. (1947) Loupež sladkého "i" – o černém obchodu s nedostatkovým inzulinem.
4. (1947) Rubínové kříže – inspirováno Banderovci prchajícími přes československé území.
5. (1948) Hon na lišku – propagandisticky zkreslené převzetí moci komunisty v únoru 1948. Zemanův nový nadřízený, nadporučík Bláha (Radoslav Brzobohatý), se odkryje jako protisocialistický živel a prchne letadlem na Západ.
6. (1949) Bestie – inspirováno tzv. králi Šumavy.
7. (1950) Mědirytina – pojednává o falzifikaci potravinových lístků. Již od válečných let je zaveden lístkový systém, určující povolené příděly potravin na osobu, hlavně masa. Pražská kriminálka objeví lístky falešné. Pátráním po síti padělatelů je pověřen podporučík Zeman. V tomto díle se také setkává se svou budoucí ženou Lídou.
8. (1951) Strach – inspirováno případem bratrů Mašínů. V tomto díle se Zemanovi narodí dcera.
9. (1952) Loď do Hamburku – do Československa opět přijíždí Zemanův bývalý nadřízený Bláha, nyní jako západní agent.
10. (1953) Vrah se skrývá v poli – na motivy Případu Babice.
11. (1954) Křížová cesta – na faře v blízkosti kláštera dojde k vraždě faráře.
12. (1955) Kleště – případ pojednává o zradě Pavla Bláhy vůči svým přátelům.
13. (1956) Romance o nenápadné paní – podle skutečného případu z České Třebové.
14. (1957) Konec velké šance – Bláhovi nevycházejí plány, chce opustit Československo. Před tím chce zabít Zemana, zabije ale jen jeho ženu a sám je vzápětí Zemanem zastřelen.
15. (1958) Kvadratura ženy – na motivy případu rozčtvrcené Herty Černínové.
16. (1959) Dáma s erbem – vyšetřuje se krádež cenných předmětů ze zámecké sbírky.
17. (1960) Prokleté dědictví – v kladenských dolech se skrývá ukradených 300 tisíc korun.
18. (1961) Bílé linky – o činnosti StB v Západním Berlíně.
19. (1962) Třetí housle – v tomto příběhu, pojatém jako komedie, se Zeman podruhé žení.
20. (1963) Modrá světla – navazuje na díl Bílé linky.
21. (1964) Pán ze Salcburku – pojednává o pašování lidí přes železnou oponu kamionem.
22. (1965) Tatranské pastorále – pojednává o točení filmu na motivu skutečné vraždy, při natáčení nalezne major Zeman pachatele skutečné vraždy.
23. (1966) Šťastný a veselý – majetkové vyšetřování.
24. (1967) Klauni – začátek Pražského jara.
25. (1968) Štvanice – hrubě zkreslené události Pražského jara.
26. (1969) Studna – hororový příběh na motivy apokalyptického konce obyvatel domku u Černošic. Do příběhu je vkomponováno ostouzení procesů Pražského jara.
27. (1970) Rukojmí v Bella Vista – špionážní příběh z Jižní Ameriky.
28. (1971) Poselství z neznámé země – pokračování předchozího dílu.
29. (1972) Mimikry – inspirováno případem únosu letadla do SRN, paralela k procesu se skupinou Plastic People.
30. (1973) Růže pro Zemana – závěrečný díl.

## Diễn viên
- Vladimír Brabec vai thiếu rá Jan Zeman
- František Němec
- Rudolf Jelínek
- Emil Horváth
- Jiří Lír
- Ladislav Mrkvička
- Vladimír Ráž
- Miloš Willig
- Radoslav Brzobohatý
- Ilja Prachař
- Jiří Holý
- Jaromír Crha
- Renáta Doleželová
- Jaroslava Obermaierová
- Ivana Andrlová
- Radúz Chmelík
- Stanislav Fišer
- Miloš Vávra
- Alena Vránová
- Milada Vnuková
- Štefan Kvietik
- và nhiều diễn viên khác.